# Tombe la neige
Pour les articles homonymes, voir Tombe la neige (homonymie).
Singles de Salvatore Adamo
Ma tête
(1963) Amour perdu
(1963)
Pistes de Adamo
Crier ton nom
Tombe la neige est une chanson composée et chantée par Salvatore Adamo en 1963.

## Histoire de la chanson
Tombe la neige est souvent considéré comme le succès qui a fait connaître Salvatore Adamo en France, même si le morceau Sans toi ma mie avait eu précédemment un certain écho. Sortie en Belgique en 1963, la chanson est l'un des tubes de l'été 1964 en France,,.
Malgré les recommandations de ses producteurs, qui lui conseillent d'attendre l'hiver pour sortir le titre, Adamo décide de le publier en été,. À la suite du succès de la version française, il traduit sa chanson en plusieurs langues, notamment en italien (Cade la neve), en espagnol (Cae la nieve), en japonais (Yuki ga Furu - 雪が降る) et en turc (Her yerde kar var), et connaît également un franc succès international.
Pour Savadore Adamo, c'est une musique sicilienne ou napolitaine, avec des accords mineurs qui renforcent son caractère nolstalgique. Le succès au Japon viendrait aussi de sa forme, avec des vers de cinq pieds et de sept pieds qui créent une similitude avec les haïku,.
Cette chanson a fait l'objet de nombreuses reprises, dont Laurent Voulzy (sur l'album de duo Le Bal des gens bien), ou encore Ngọc Lan.

## Au cinéma
Sauf indication contraire, les informations mentionnées dans cette section peuvent être confirmées par le générique de fin de l'œuvre audiovisuelle présentée ici, ainsi que par la base de données cinématographiques IMDb,  présente dans la section « Liens externes ».
- Y aura-t-il de la neige à Noël ? - musique additionnelle (scène finale et générique)
- Le Tout Nouveau Testament - musique additionnelle
- La Bonne Épouse - musique additionnelle
- Diabolo menthe - musique additionnelle